# Gilles Grondin
Pour les articles homonymes, voir Gilles Grondin (homme politique) et Grondin.
Gilles Grondin (1926-5 août 2004), militant catholique québécois. Il est notamment le fondateur du mouvement Campagne Québec-Vie.

## Biographie
Après une longue carrière au service diplomatique du gouvernement canadien où il occupe des postes dans divers pays comme le Mexique, les États-Unis, l’Afrique, le Viêt Nam et Haïti, Grondin se joint à la Coalition nationale pour la vie à partir de 1988. 
L’année suivante, en 1989, il fonde la Campagne Québec-Vie, mouvement québécois pro-vie qui organise diverses activités pour lutter contre l’avortement et l’euthanasie. Il préside le mouvement de 1989 à 2002. 